# Jean-Michel Poinsotte
Jean-Michel Poinsotte, né à Paris le 13 octobre 1937 et mort le 17 novembre 2021 à Rouen, est un latiniste français.

## Biographie
Agrégé de lettres en 1962, Jean-Michel Poinsotte fait sa thèse en 1992 sous la direction de Jacques Fontaine.
Il est professeur honoraire à l'université de Rouen. C'est un spécialiste de littérature latine chrétienne et de Commodien.
En 2021, il publie à compte d'auteur le recueil de nouvelles Siècles, inspiré de l'histoire de sa famille depuis le début du XXe siècle jusqu'au début du XXIe, cette histoire familiale étant mise en parallèle avec certains évènements historiques comme la Première Guerre Mondiale, Mai 68 ou encore l'élection de François Mitterrand,.

## Ouvrages
- Juvencus et Israël. La représentation des juifs dans le premier poème latin chrétien, PUR, Paris, 1979, 248 p.
- Code Théodosien, V, VIII et XIV, éd. Brepols, traduction française en collaboration avec P. Jaillette (Lille) et S. Crogiez (Tours).
- Les chrétiens face à leurs adversaires dans l’Occident latin au IVe siècle, textes présentés par J.M. Poinsotte, Actes des journées d’études du GRAC, Rouen, 25 avril 1997 et 28 avril 2000, PUR
- Commodien, Instructions, établissement du texte, traduction et commentaire, CUF, série latine, 292, 2009, Pp. lxxvi, 570 p.

### Divers
- Participation à l’établissement, à Caen, de la Concordance des Traités de Cyprien de Carthage, éd. P. Bouet, Ph. Fleury, A. Goulon, M. Zuinghedau, Olms, 1986.
- Siècles (recueil de nouvelles), Copymedia, 2021, 176 p.